# ۶۲۸ (پیش از میلاد)
۶۲۸ (پیش از میلاد) ۶۲۸مین سال قبل از تقویم میلادی است.